# (95626) 2002 GZ32
(95626) 2002 GZ32, também escrito como (95626) 2002 GZ32, é um corpo menor do sistema solar que é classificado como um centauro. Ele possui uma magnitude absoluta de 7,1 e tem um diâmetro estimado de 229 km. O astrônomo Mike Brown lista este objeto em sua página na internet como um candidato a possível planeta anão.

## Descoberta
(95626) 2002 GZ32 foi descoberto no dia 13 de abril de 2002 em Mauna Kea.

## Órbita
A órbita de (95626) 2002 GZ32 tem uma excentricidade de 0,221 e possui um semieixo maior de 23,140 UA. O seu periélio leva o mesmo a uma distância de 18,016 UA em relação ao Sol e seu afélio a 28,263 UA.